# Ora o mai più - 2018
Ora o mai più - 2018 è la compilation legata alla prima edizione di Ora o mai più. Pubblicata nel mese di luglio, è formata da due cd: nel primo cd ci sono 3 brani (tra cui l'inedito) dei sette concorrenti ad eccezione della vincitrice Lisa, a cui è dedicato il secondo cd formato da 5 brani compresi due inediti.

## Tracce

### CD 1
1. Marco Armani – Tu dimmi un cuore ce l'hai – 2:23
2. Jalisse – Fiumi di parole – 2:01
3. Massimo Di Cataldo – Se adesso te ne vai – 2:24
4. Alessandro Canino – Brutta – 2:14
5. Valeria Rossi – Tre parole – 2:16
6. Stefano Sani – Lisa – 2:03
7. Francesca Alotta – Non amarmi – 2:39
8. Massimo Di Cataldo – Il mondo – 2:02
9. Marco Armani – Yes I Know My Way – 2:13
10. Stefano Sani – Il regalo più grande – 1:52
11. Alessandro Canino – Più bella cosa – 1:56
12. Jalisse – Ti sento – 2:06
13. Valeria Rossi – Sono bugiarda – 1:59
14. Francesca Alotta – E poi – 2:22
15. Valeria Rossi – La gente non parla – 3:48
16. Stefano Sani – Liberi di vivere – 3:35
17. Francesca Alotta – Ti dirò – 2:53
18. Alessandro Canino – Il nostro amore perfetto – 3:07
19. Marco Armani – Non ho tempo – 3:06
20. Massimo Di Cataldo – Ci credi ancora all'amore – 3:19
21. Jalisse – Ora – 3:33

Durata totale: 53:51

### CD 2
1. Lisa – Sempre – 2:17
2. Lisa – Gli uomini non cambiano – 2:27
3. Lisa – Cercami – 1:53
4. Lisa – C'era una volta – 2:57
5. Lisa – Fatti viva – 2:48

Durata totale: 12:22